# Шипуново (Искитимский район)
Шипуново — упразднённая деревня в Искитимском районе Новосибирской области. На момент упразднения входила в состав Чернореченского сельсовета. В 1961 году деревня включена в черту города Искитим и исключена из учётных данных .

## География
Деревня располагалась на реке Шипуниха в месте впадения ее в реку Бердь, ныне одноименный микрорайон в южной части города Искитим.

## История
Деревня была основана в 1761 году. В 1928 году состояла из 207 хозяйств. В административном отношении являлась центром Шипуновского сельсовета Бердского района Новосибирского округа Сибирского края. В деревне располагалась школа 1-й степени.
Решением Новосибирского облисполкома  от 26.04.1961 г. № 301 деревня включена в состав города Искитим.

## Население
По переписи 1926 г. в деревне проживало 958 человек (461 мужчина и 497 женщин), основное население — русские